# Aleksiej Pronin
Aleksiej Michajłowicz Pronin (ros. Алексей Михайлович Пронин, ur. 5 lutego?/17 lutego 1899 we wsi Popyszewo w obwodzie niżnonowogrodzkim, zm. 11 września 1987 w Moskwie) – radziecki generał porucznik.

## Życiorys
W 1915 ukończył wyższą szkołę podstawową, w lipcu 1917 wstąpił do Czerwonej Gwardii, 18 września 1918 został członkiem RKP(b), wstąpił też do Armii Czerwonej.
Uczestniczył w wojnie domowej (walkach z wojskami gen. Jewgienija Millera) i w 1920 w składzie 15 Dywizji Kawalerii w wojnie z Polską oraz z oddziałami Wrangla i Machno jako komisarz szwadronu. 
Po wojnie był zastępcą komisarza i komisarzem pułku kawalerii, komisarzem szkoły kawalerii w Twerze i szefem kursów politruków Moskiewskiego Okręgu Wojskowego, w 1929 ukończył kursy doskonalenia wyższej kadry dowódczej. Od 1934 wykładał w Akademii Wojskowej im. Frunzego, 13 stycznia 1936 otrzymał stopień komisarza brygadowego, w 1937 pełnił służbę w Kijowskim Okręgu Wojskowym, 22 lutego 1938 został awansowany na komisarza dywizyjnego. 
Od czerwca 1941 uczestniczył w wojnie z Niemcami kolejno jako członek Rad Wojennych 32 Armii (lipiec–wrzesień 1941), 4 Armii, 11 Armii, Frontu Północno-Zachodniego (grudzień 1941–luty 1944), 2 Frontu Białoruskiego (luty–kwiecień 1944) i 8 Armii, w grudniu 1942 otrzymał stopień generała majora. Brał udział w operacji brzesko-lubelskiej, wiślańsko-odrzańskiej (m.in. zajęciu Łodzi) i berlińskiej. 
11 lipca 1945 otrzymał stopień generała porucznika. Od czerwca 1947 do kwietnia 1949 był zastępcą dowódcy Centralnej Grupy Wojsk w Austrii ds. politycznych, od kwietnia 1949 do 20 lipca 1950 zastępcą dowódcy Grupy Wojsk Radzieckich w Niemczech ds. politycznych, 1963–1959 członkiem Rady Wojskowej Moskiewskiego Okręgu Wojskowego, a 1959–1960 wojskowym konsultantem Grupy Generalnych Inspektorów Ministerstwa Obrony ZSRR, następnie zakończył służbę. 
Był zagorzałym zwolennikiem stalinizmu, jako delegat na XX Zjazd KPZR w lutym 1956 sprzeciwił się referatowi Chruszczowa.

## Odznaczenia
- Order Lenina (trzykrotnie)
- Order Rewolucji Październikowej (16 lutego 1979)
- Order Czerwonego Sztandaru (trzykrotnie)
- Order Kutuzowa I klasy (6 kwietnia 1945)
- Order Bohdana Chmielnickiego I klasy
- Order Wojny Ojczyźnianej I klasy (11 marca 1985)
- Order Czerwonej Gwiazdy (15 lutego 1974)
- Medal „Za obronę Leningradu” (1942)
- Order Krzyża Grunwaldu III klasy (Polska Ludowa, 24 kwietnia 1946)
- Order Virtuti Militari (Polska Ludowa, 1955)
- Krzyż Walecznych (Polska Ludowa, 19 grudnia 1968)
- Medal Za Zasługi dla Transportu (Polska Ludowa, 1972)
- Order Czerwonej Gwiazdy (Czechosłowacja, 1955)

I inne.